# Chelonus spiniger
Chelonus spiniger är en stekelart som beskrevs av Vladimir Ivanovich Tobias 1974. Chelonus spiniger ingår i släktet Chelonus och familjen bracksteklar. Inga underarter finns listade i Catalogue of Life.